# كيفن هنت (لاعب كرة قدم أسترالية)
كيفن هنت (بالإنجليزية: Kevin Hunt)‏ هو لاعب كرة قدم أسترالية أسترالي، ولد في 3 ديسمبر 1933، وتوفي في 15 سبتمبر 2016 في Pelican Waters, Queensland ‏ في أستراليا.

## وصلات خارجية
- كيفن هنت على موقع AustralianFootball.com (الإنجليزية)
- كيفن هنت على موقع AFLtables.com (الإنجليزية)